# Gino Donati
Gino Donati (Porto Mantovano, 23 maggio 1910 – Mantova, 24 marzo 1994) è stato un pittore italiano.

## Biografia
Appassionato di pittura, ricevette due borse di studio nel 1927 e nel 1928 per frequentare i corsi di pittura da Archimede Bresciani. Conobbe i pittori Giulio Perina, Alfonso Monfardini, Giuseppe De Luigi e Antonio Ruggero Maria Giorgi. Nel 1929 ordinò la sua prima mostra personale. dal 1930 al 1932, durante il servizio militare, conobbe Ottone Rosai, Primo Conti, Alberto Burri, Giacomo Manzù e Gino Bonichi.

## Mostre
- Mostra personale a Mantova, 1929
- Mostra Sindacale Artisti Mantovani a Mantova, 1939
- Mostra personale a Mantova, 1945
- Mostra del Gruppo Artistico Mantovano a Mantova, 1947
- Premio Mantova 1949 a Mantova, 1949 e 1950
- Mostra collettiva Artisti Mantovani, 1950
- Mostra Sindacale Artisti Mantovani a Mantova, 1951
- Mostra Interprovinciale di Arti Plastiche e Figurative a Mantova, 1958
- Collettiva di Pittori Mantovani a Mantova, 1963
- Prima Rassegna di Arti Figurative Mantovane a Mantova, 1967
- Mostra personale a Canneto sull'Oglio, 1976
- Il Garda e la pittura manovana tra le due guerre a Ponti sul Mincio, 2000
- Arte a  Mantova 1900-1950 a Mantova, 2000
- Collezione d'arte moderna della Provincia di Mantova a Mantova, 2000
- Maestri mantovani del ’900 a Mantova, 2013[1]